# Szécsényfelfalu
Szécsényfelfalu es un pueblo ubicado en el condado de Nógrád, Hungría.

## Superficie
Posee una superficie de 8,22 kilómetros cuadrados.

## Demografía
Hasta 2021 la población era de 328 habitantes, con una densidad de población de 39,90 habitantes por kilómetro cuadrado.